# Kryestesi
Kryestesi är en medicinsk term för svårighet att tåla kyla. Det förknippades förr med bleksot, neuros och urogenitala sjukdomar.  men räknas, om det uppkommer i fötter och händer, som ett ischemiskt symtom som reagerar med serotonin, samt är ett typiskt symtom vid sköldkörtelsjukdomar (ffa hypotyroidism), bröstcancer, med flera sjukdomar.